# 2318 Lubarsky
A 2318 Lubarsky (ideiglenes jelöléssel 6521 P-L) a Naprendszer kisbolygóövében található aszteroida. Cornelis Johannes van Houten, Ingrid van Houten-Groeneveld és Tom Gehrels fedezte fel 1960. szeptember 24-én.